# Sándor Adorján
Sándor Adorján (n. 5 ianuarie 1858, Debrecen – d. martie 1944) a fost un scriitor, jurnalist, traducător maghiar.

## Opere literare
- Keleti képek (1888) - Imagini orientale
- Félhomályban (1893) - Amurg
- Gólyafészek (1893) - Cuibul berzei